# Atomski zdesna
Atomski zdesna é um filme de drama produzido na Sérvia, dirigido por Srdjan Dragojevic e lançado em 2014.